# Monday (film)
 (septembre 2020).
Si vous disposez d'ouvrages ou d'articles de référence ou si vous connaissez des sites web de qualité traitant du thème abordé ici, merci de compléter l'article en donnant les références utiles à sa vérifiabilité et en les liant à la section « Notes et références ».
Pour les articles homonymes, voir Monday.
Pour plus de détails, voir Fiche technique et Distribution.
Monday est un film dramatique américano-grec réalisé par Argyris Papadimitropoulos, sorti en 2020.

## Synopsis
Mickey et Chloe, un couple américain autodestructeur vivant à Athènes plonge dans une histoire d'amour aussi immense qu'un tsunami.

## Fiche technique
Sauf indication contraire, les informations mentionnées dans cette section peuvent être confirmées par la base de données cinématographiques IMDb,  présente dans la section « Liens externes ».
- Titre original : Monday
- Réalisation : Argyris Papadimitropoulos
- Scénario : Rob Hayes et Argyris Papadimitropoulos
- Photographie : Christos Karamanis
- Montage : Napoleon Stratogiannakis
- Musique : Alexis Grapsas
- Direction artistique : Stavros Liokalos
- Décors : Aliki Kouvaka
- Costumes : Marli Aleiferi
- Producteurs : Deanna Barillari, Damian Jones, Brian Kavanaugh-Jones, Christos V. Konstantakopoulos et Argyris Papadimitropoulos
  - Producteur exécutif : Fred Berger
- Société de production : Faliro House Productions
- Société de distribution : Protagonist Pictures (Monde)
- Pays d'origine : États-Unis | Grèce
- Langue originale : anglais
- Format : couleur
- Genre : Film dramatique
- Dates de sortie :

Canada : 11 septembre 2020 (festival international du film de Toronto)
États-Unis : 16 avril 2021

## Distribution
- Sebastian Stan (VF : Axel Kiener) : Mickey
- Denise Gough : Chloe
- Elli Tringou : Aspa
- Sofia Kokkali : Stephanie
- Dominique Tipper : Bastian
- Vangelis Mourikis : Takis
- Andreas Konstantinou : Christos
- Yorgos Pirpassopoulos : Argyris
- Chloe Sirene : Anna
- Syllas Tzoumerkas : Manos
- Orfeas Avgoustidis : Orfeas